# Taboada (Paderne)
Taboada es un lugar de la parroquia de Paderne en el ayuntamiento de Oza-Cesuras, comarca de Betanzos, provincia de La Coruña, España.